# (1295) Deflotte
(1295) Deflotte es un asteroide que forma parte del cinturón exterior de asteroides y fue descubierto por Louis Boyer desde el observatorio de Argel-Bouzaréah, Argelia, el 25 de noviembre de 1933.

## Designación y nombre
Deflotte recibió inicialmente la designación de 1933 WD.
Más adelante, se nombró en honor de un sobrino del descubridor.

## Características orbitales
Deflotte está situado a una distancia media del Sol de 3,391 ua, pudiendo alejarse hasta 3,791 ua. Su inclinación orbital es 2,877° y la excentricidad 0,1178. Emplea en completar una órbita alrededor del Sol 2281 días.